# Cambro-normando
Cambro-normando es un término usado para referirse a los caballeros normandos que se asentaron en el sur de Gales tras la invasión normanda de Inglaterra de 1066. Algunos historiadores sugieren que cambro-normando es preferible a anglonormandos, para referirse a los normandos que invadieron Irlanda después de 1170, muchos de los cuales eran originarios de Gales.
El ejemplo de cambro-normando más prominente es Richard FitzGilbert de Clare, conocido popularmente como «Strongbow» (arco recio), cuyas posesiones en Gales se situaban en el área de Pembroke y que encabezó la invasión normanda de Irlanda.
Además de estos lores cambro-normandos, algunas de las más destacadas familias irlandesas como los Walsh, Joyce y Griffith, descienden de inmigrantes galeses que llegaron con la invasión. También de origen galés son los Taafe, que llegaron a ser una de las familias más importantes de La Empalizada. Sin embargo, la familia cambro-normanda más destacada es, sin lugar a dudas, la dinastía FitzGerald, cuyos descendientes llegarían a ostentar los títulos de Condes de Kildare y de Desmond.